# 6667 Sannaimura
6667 Sannaimura è un asteroide della fascia principale. Scoperto nel 1994, presenta un'orbita caratterizzata da un semiasse maggiore pari a 2,3572036 UA e da un'eccentricità di 0,0745003, inclinata di 5,61602° rispetto all'eclittica.